# Oriol Tarrasón
Oriol Tarrasón (Barcelona, 3 de setembre de 1969) és un actor i director de teatre català que dirigeix la companyia teatral Les Antonietes.
Va néixer al número 69 de l'avinguda Mare de Déu de Montserrat de Barcelona. Va participar en el grup d'escoltes de l'Hospital de Sant Pau. Quan va marxar de casa va anar a viure al barri de Gràcia.
Com a actor ha participat a Los misterios de Laura de TVE i Gran Nord de TV3. El 2019 va participar en la sèrie El Nudo d'Antena3. El mateix any va participar en la sèrie Com si fos ahir de TV3 on feia d'empresari ric.
Com a director de la companyia teatral Les Antonietes des del 2008 ha dirigit diverses obres. Fundà aquesta companyia juntament amb Annabel Castan i Maria Ibars i un conjunt d'actors com Bernat Quintana, Sergi Torrecilla i Pep Ambrós. El mateix 2008 van fer El mal de la joventut a la Sala Muntaner i a la FiraTàrrega i després Molt soroll per no res, que va estar de gira per Catalunya. El 2012 van fer l'obra teatral Stockmann a la Sala Muntaner, que és l'obra que va començar a fer coneguda la companyia teatral. El 2013 va fer Oncle Vània de Chéjov a la sala petita del Teatre Lliure. El 2015 van fer Somni americà juntament amb La Kompanyia Lliure. El 2018 van fer una adaptació d'Othelo. El 2019 van estrenar Un dia qualsevol, escrita i dirigida per ell mateix, al Festival Grec.